# Кітаката (Фукусіма)

37°39′04″ пн. ш. 139°52′29″ сх. д. / 37.65111° пн. ш. 139.87472° сх. д.
Кітака́та (яп. 喜多方市, きたかたし, МФА: [ki̥takata ɕi̥]) — місто в Японії, в префектурі Фукусіма.

## Короткі відомості
Розташоване в північно-західній частині префектури, в північній частині западини Айдзу. Виникло на базі середньовічного ремісничого поселення. Відоме в Японії кітакатським раменом та старим містечком, забудованому білостінними коморами 17 — 19 століття. Місце виробництва японського лакованого посуду і сандалій ґета, а також традиційного саке, місо та соєвого соусу. Станом на 1 жовтня 2008 площа міста становила 554,67 км². Станом на 1 січня 2009 населення міста становило 53 973 осіб.